# 다선초등학교
다선초등학교는 대한민국 부산광역시 사하구에 있는 공립 초등학교이다.

## 학교 연혁
- 1989년 1월 1일: 개교(다대초등학교에서 분리 개교)

## 참고 자료
- 다선초등학교 - 한국교육학술정보원 학교알리미